# Gino Buzzanca
Gino Buzzanca (Messina, 8 marzo 1912 – Roma, 11 agosto 1967) è stato un attore italiano.

## Biografia
Iniziò la sua attività nei teatri siciliani come attore di prosa dialettale, recitando in opere di Pirandello e Verga. Venne scoperto da Luigi Zampa, che gli offrì una parte nel film Anni facili e un'altra parte in La romana. Iniziò così per Buzzanca una lunga carriera di caratterista, spesso in parti di mafioso, militare intransigente, marito oppressivo, nobile decaduto. In alcuni film western italiani viene indicato con il nome di Bill Jackson. Nel 1954 affiancò Marisa Merlini in Due lacrime.

### Vita privata
Era fratello di Empedocle Buzzanca (1910-1987), padre di Lando Buzzanca.

## Filmografia parziale
- Anni facili, regia di Luigi Zampa (1953)
- La romana, regia di Luigi Zampa (1954)
- L'arte di arrangiarsi, regia di Luigi Zampa (1954)
- Due lacrime, regia di Giuseppe Vari (1954)
- Agguato sul mare, regia di Pino Mercanti (1955)
- Il bidone, regia di Federico Fellini (1955)
- Siamo uomini o caporali, regia di Camillo Mastrocinque (1955)
- Vendicata!, regia di Giuseppe Vari (1955)
- Quando tramonta il sole, regia di Guido Brignone (1956)
- A sud niente di nuovo, regia di Giorgio Simonelli (1956)
- Donne sole, regia di Vittorio Sala (1956)
- Peccato di castità, regia di Gianni Franciolini (1956)
- Rascel-Fifì, regia di Guido Leoni (1956)
- Yalis, la vergine del Roncador, regia di Francesco De Robertis (1956)
- Orlando e i paladini di Francia, regia di Pietro Francisci (1956)
- Parola di ladro, regia di Nanni Loy e Gianni Puccini (1957)
- Addio sogni di gloria, regia di Giuseppe Vari (1957)
- Il medico e lo stregone, regia di Mario Monicelli (1957)
- Caporale di giornata, regia di Carlo Ludovico Bragaglia (1958)
- L'amore nasce a Roma, regia di Mario Amendola (1958)
- La congiura dei Borgia, regia di Antonio Racioppi (1958)
- Serenatella sciuè sciuè, regia di Carlo Campogalliani (1958)
- L'amico del giaguaro, regia di Giuseppe Bennati (1958)
- Perfide ma... belle, regia di Giorgio Simonelli (1958)
- Arriva la banda, regia di Tanio Boccia (1959)
- Ciao, ciao bambina! (Piove), regia di Sergio Grieco (1959)
- Guardatele ma non toccatele, regia di Mario Mattoli (1959)
- Il cavaliere senza terra, regia di Giacomo Gentilomo (1959)
- Nel blu dipinto di blu, regia di Piero Tellini (1959)
- Prepotenti più di prima, regia di Mario Mattoli (1959)
- Tipi da spiaggia, regia di Mario Mattoli (1959)
- I mafiosi, regia di Roberto Mauri (1959)
- Caravan petrol, regia di Mario Amendola (1960)
- La regina delle Amazzoni, regia di Vittorio Sala (1960)
- Robin Hood e i pirati, regia di Giorgio Simonelli (1960)
- Signori si nasce, regia di Mario Mattoli (1960)
- Pugni pupe e marinai, regia di Daniele D'Anza (1961)
- Il federale, regia di Luciano Salce (1961)
- I moschettieri del mare, regia di Steno (1961)
- Il segreto dello sparviero nero, regia di Domenico Paolella (1961)
- L'urlo dei bolidi, regia di Leo Guerrasi (1961)
- Maciste contro Ercole nella valle dei guai, regia di Mario Mattoli (1961)
- L'onorata società, regia di Riccardo Pazzaglia (1961)
- Totòtruffa '62, regia di Camillo Mastrocinque (1961)
- Viva l'Italia, regia di Roberto Rossellini (1961)
- I due colonnelli, regia di Steno (1962)
- Duello nella Sila, regia di Umberto Lenzi (1962)
- Il giorno più corto, regia di Sergio Corbucci (1961)
- Esame di guida (Tempo di Roma), regia di Denys de La Patellière (1963)
- Bianco, rosso, giallo, rosa, regia di Massimo Mida (1964)
- I due toreri, regia di Giorgio Simonelli (1964)
- I due mafiosi, regia di Giorgio Simonelli (1964)
- Soldati e caporali, regia di Mario Amendola (1965)
- 7 monaci d'oro, regia di Marino Girolami (1966)
- 2 mafiosi contro Al Capone, regia di Giorgio Simonelli (1966)
- Giorno caldo al Paradiso Show, regia di Enzo Di Gianni (1966)
- I due sanculotti, regia di Giorgio Simonelli (1966)
- Ringo e Gringo contro tutti, regia di Bruno Corbucci (1966)
- Il bello, il brutto, il cretino, regia di Giovanni Grimaldi (1967)
- Meglio vedova, regia di Duccio Tessari (1967)
- Cjamango, regia di Edoardo Mulargia (1967)
- Amici più di prima, regia di Marino Girolami, Giovanni Grimaldi e Giorgio Simonelli (1976)

## Prosa radiofonica Rai
- L'uomo e la sua morte, commedia di Giuseppe Berto, regia di Andrea Camilleri, trasmessa il 10 febbraio 1963.

## Doppiatori italiani
Gino Buzzanca è stato doppiato in diverse occasioni:
- Bruno Persa in Parola di ladro, I due colonnelli
- Giorgio Capecchi in Guardatele ma non toccatele, Duello nella Sila
- Luigi Pavese in La regina delle Amazzoni, I moschettieri del mare
- Cesare Fantoni in La romana
- Corrado Gaipa in Il medico e lo stregone
- Michele Malaspina in Caporale di giornata
- Ignazio Balsamo in Pugni pupe e marinai
- Silvio Noto in I due mafiosi